# Edvard Ravnikar
Edvard Ravnikar (Novo Mesto, 4 dicembre 1907 – Lubiana, 23 agosto 1993) è stato un architetto sloveno.

## Biografia
Tra il 1926 e il 1930 studiò architettura a Lubiana e a Vienna e, terminato il servizio militare, nel 1935 si laureò sotto la guida di Jože Plečnik: iniziò la sua carriera professionale in patria, dove ottenne anche numerosi incarichi pubblici come la progettazione dell'ossario e della Galleria moderna di Lubiana, e nel gennaio del 1939 si trasferì a Parigi, dove lavorò per lo studio di Le Corbusier.
Allo scoppio della seconda guerra mondiale fu costretto a rimpatriare; realizzò il piano regolatore della città di Lubiana. Nel 1941, dopo l'occupazione italiana del suo paese, aderì al Fronte di Liberazione nazionale: arrestato dalla milizia fascista, subì la prigionia e venne rinchiuso nelle carceri di Capodistria, dell'Ucciardone di Palermo e di Anghiari;  dopo l'8 settembre 1943 tornò a Lubiana, ormai in mano ai tedeschi, dove visse in clandestinità fino alla liberazione del 1945.
Lavorò per il dipartimento di progettazione del ministero della Costruzione, ma nel 1946 lasciò l'incarico per insegnare presso l'Accademia di arti visive e l'università di Lubiana: partecipò a numerosi concorsi di riqualificazione urbanistica banditi dal ministero della Costruzione ma, a causa della sua posizione critica nei confronti dell'amministrazione, non ottenne nessun incarico. Realizzò numerose architetture commemorative e monumenti alla resistenza jugoslava (tra i principali, quello dell'isola d'Arbe).
Fu molto apprezzato all'estero: nel 1953 si aggiudicò il terzo posto al concorso internazionale per la progettazione dell'isola finlandese di Ruissalo (della giuria faceva parte Alvar Aalto); nel 1965, prese parte al concorso internazionale per il centro di Skopje; nel 1963 vinse il primo premio al concorso per la progettazione dell'isola del Tronchetto di Venezia; partecipò al concorso internazionale per il centro di Espoo, ottenendo la menzione d'onore. Tenne conferenze e lezioni in numerose università. Tra i principali riconoscimenti internazionali, il Premio Herder a Vienna (1988) e la nomina a membro onorario dell'American Institute of Architects.
È sepolto nel cimitero di Žale, realizzato dal suo maestro Plečnik.